# Stodola

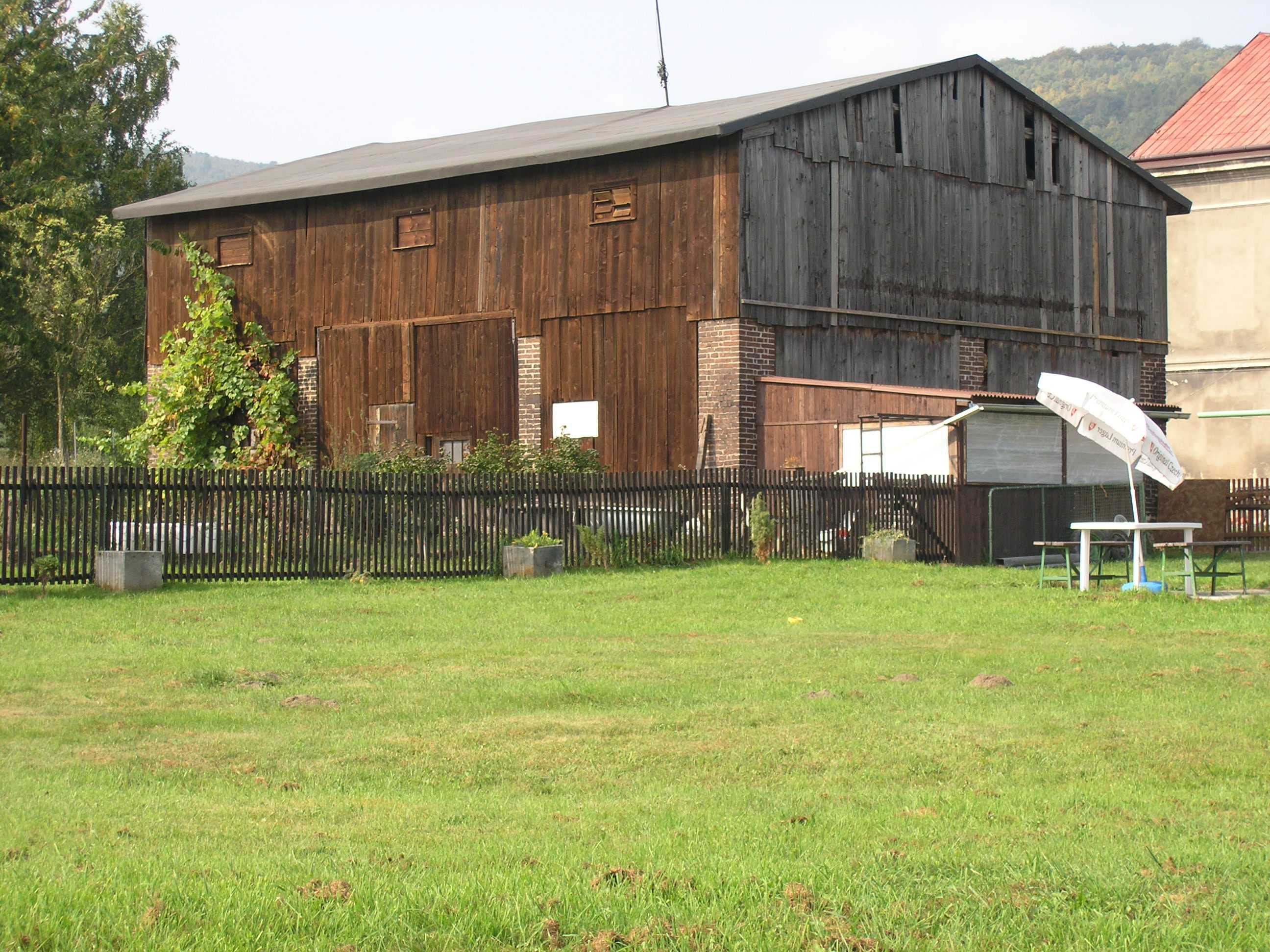
Stodola v Libouchci v okrese Ústí nad Labem na severu Čech

Stodola je zemědělská stavba, určená k uskladňování objemných zemědělských produktů (obilí, sláma, seno). Byla součástí téměř každého statku, kde ostatní budovy tvořilo obytné stavení, stáje a kůlna, případně výměnek. Tyto budovy vymezovaly spolu s oplocením dvůr statku.

## Popis
Stodola je velká jednoduchá stavba, často největší budova zemědělské usedlosti. Nejčastěji má obdélníkový půdorys s dvojicí velkých vrat uprostřed protilehlých delších stran. Bývá jednopodlažní, výška obvykle dosahuje několika metrů.
Prostor mezi vraty býval užíván jako mlat – místo k ručnímu mlácení obilí. Průvan mezi otevřenými vraty byl využíván k odlučování plev od zrna. S rozvojem strojního mlácení ztratil mlat svůj původní význam a stala se z něj chodba, případně prostora pro složení obilí.
Další prostory stodoly (tzv. perny – přístodůlky a patra nad nimi) pak sloužily jako sklad sena a slámy, nářadí, zemědělských strojů. Perny byly od mlatu odděleny nízkou přepážkou, tzv. oplotní.

## Historie
Archeologické výzkumy nenalezly u západních Slovanů do konce 12. století stodoly a další prvky selských dvorů. Ty byly prokázány až při výzkumu zaniklých středověkých vesnic (Pfaffenschlag, Mstěnice), datovaných do konce 13. století. Typ stodol užívaný v Česku vznikl ve středověku ve středním Německu, v Pomohaní.
Nejstarší česká písemná zmínka o stodole je v Milíčově kázání z doby okolo roku 1365, ve kterém kazatel přirovnává církev ke stodole, kam se neukládá koukol, ale pšenice.
Dalším dokladem existence stodol již ve středověku jsou názvy obcí, jako Stodůlky (dnes součást Prahy) či Stodoły-Wieś (vesnice v Polsku). 

### Polygonální stodoly
Specifickou formou v době pozdního středověku a raného novověku byly tzv. polygonální stodoly s vícebokými pernami a vysokými střechami, v minulosti běžné např. na Voticku, Podblanicku, Českomoravské Vysočině, v okolí Poličky a na Opavsku. Nejstarší zobrazení polygonální stodoly v Česku je z roku 1547, v heraldické výzdobě klenby chrámu sv. Barbory v Kutné Hoře. Dnes se zachovaly poslední z nich např. v Širokém Dole a Telecí u Poličky, Martinicích u Votic a ve Veletíně na Voticku, Borku u Kozojed na Plzeňsku nebo v Těchobuzi u Pacova. Další jsou přenesené do muzeí v přírodě. V jihozápadních Čechách se stavěly stodoly pravoúhlé, avšak s archaickým krovem "na osla". Jejich znakem byly nízké perny a vysoká střecha.
Mladší stodoly mají obvykle vyšší stěny. Stavěly se často z druhotně použitého dřeva jako roubené, hrázděné, nebo i zděné z kamene či cihel. Typickým znakem jsou větrací otvory a štěrbiny ve stěnách peren, někdy provedené jako mřížovina z cihel v dekorativní vazbě. Mladší stodoly dosud v mnoha vesnicích ohraničují z vnější strany v souvislých řadách „humna“ a jsou přístupné ze záhumenní cesty.
Specifickou formou jsou podélně průjezdné, tzv. špaletové stodoly na Hané (Příkazy u Olomouce) a podélně průjezdné stodůlky orientované kolmo k záhumenní cestě na Slovácku (Hrubá Vrbka).

## Galerie (stodoly ve světě)

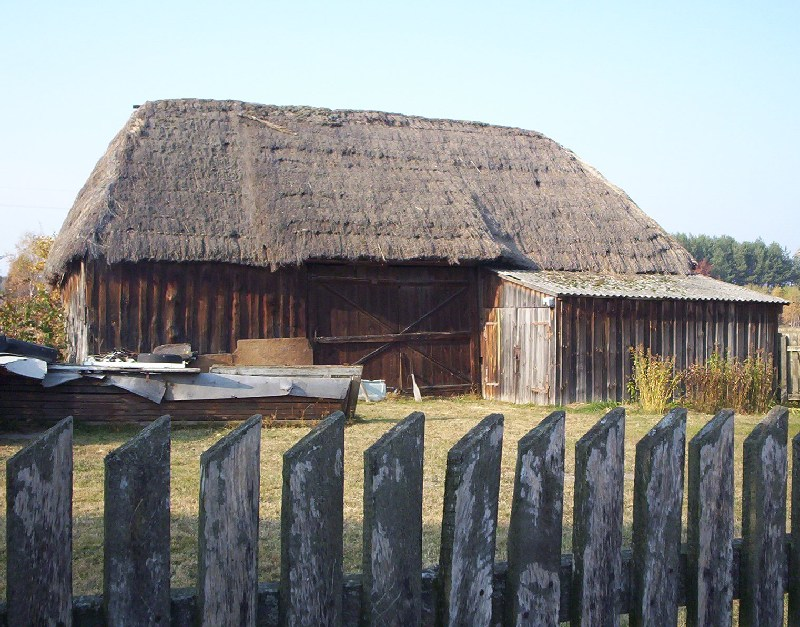
Stodola v obci Bartoszówka v Mazovském vojvodství v Polsku
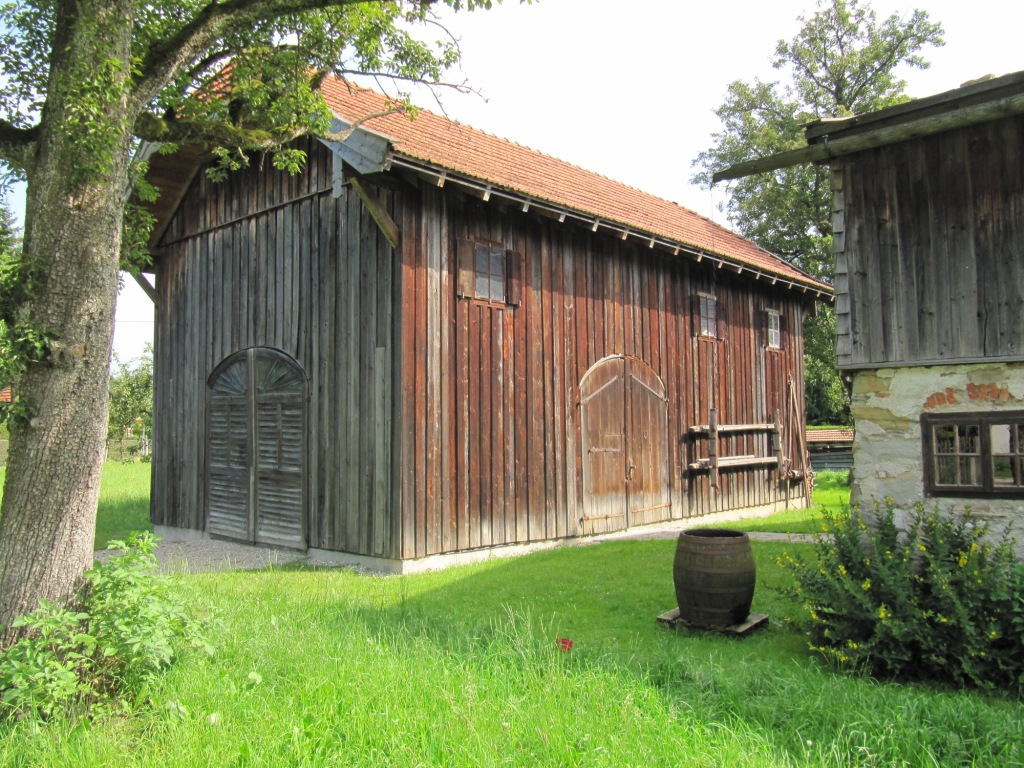
Stodola ve skanzenu Aignerhaus (Rakousko)
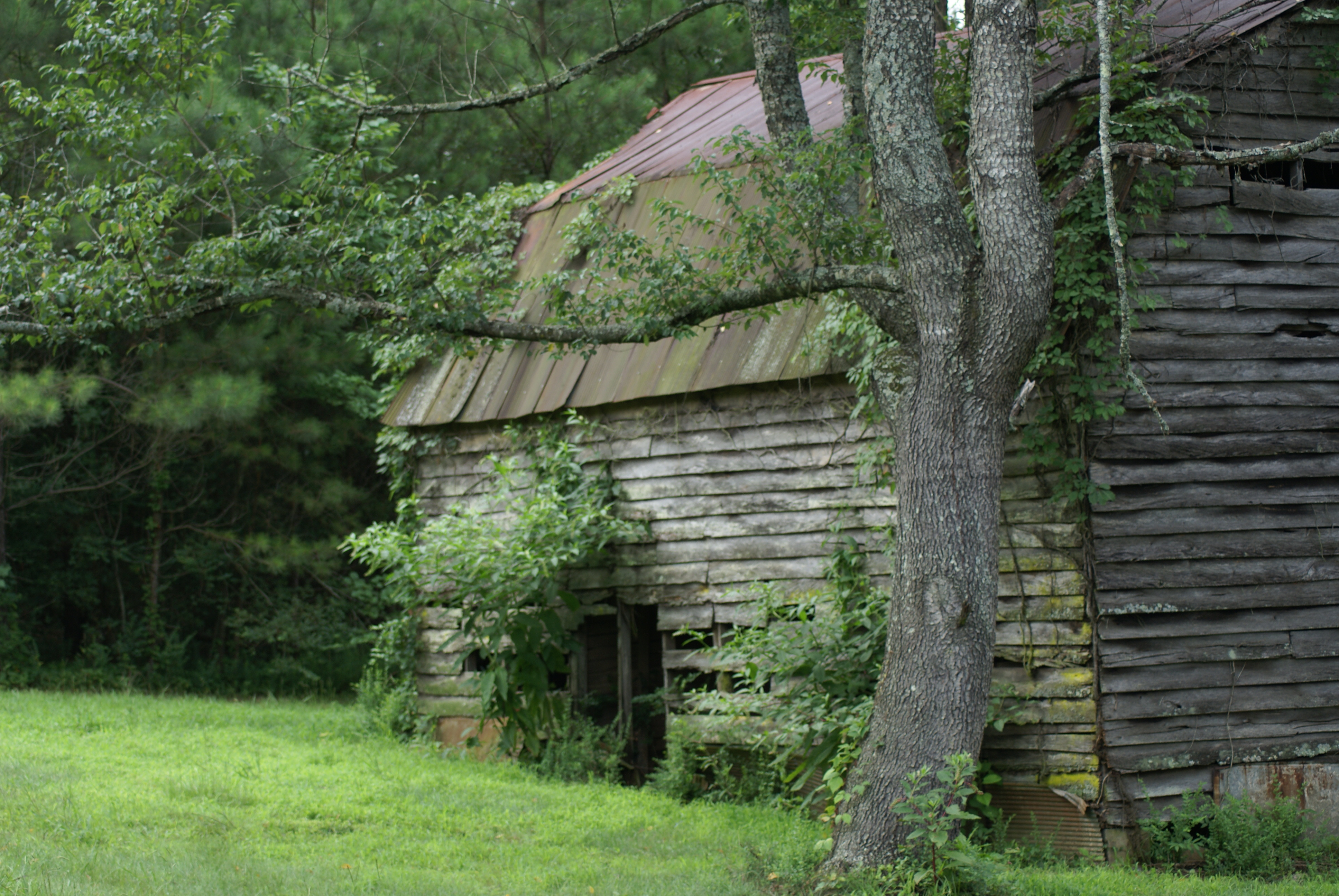
Historická stodola v Arkansasu
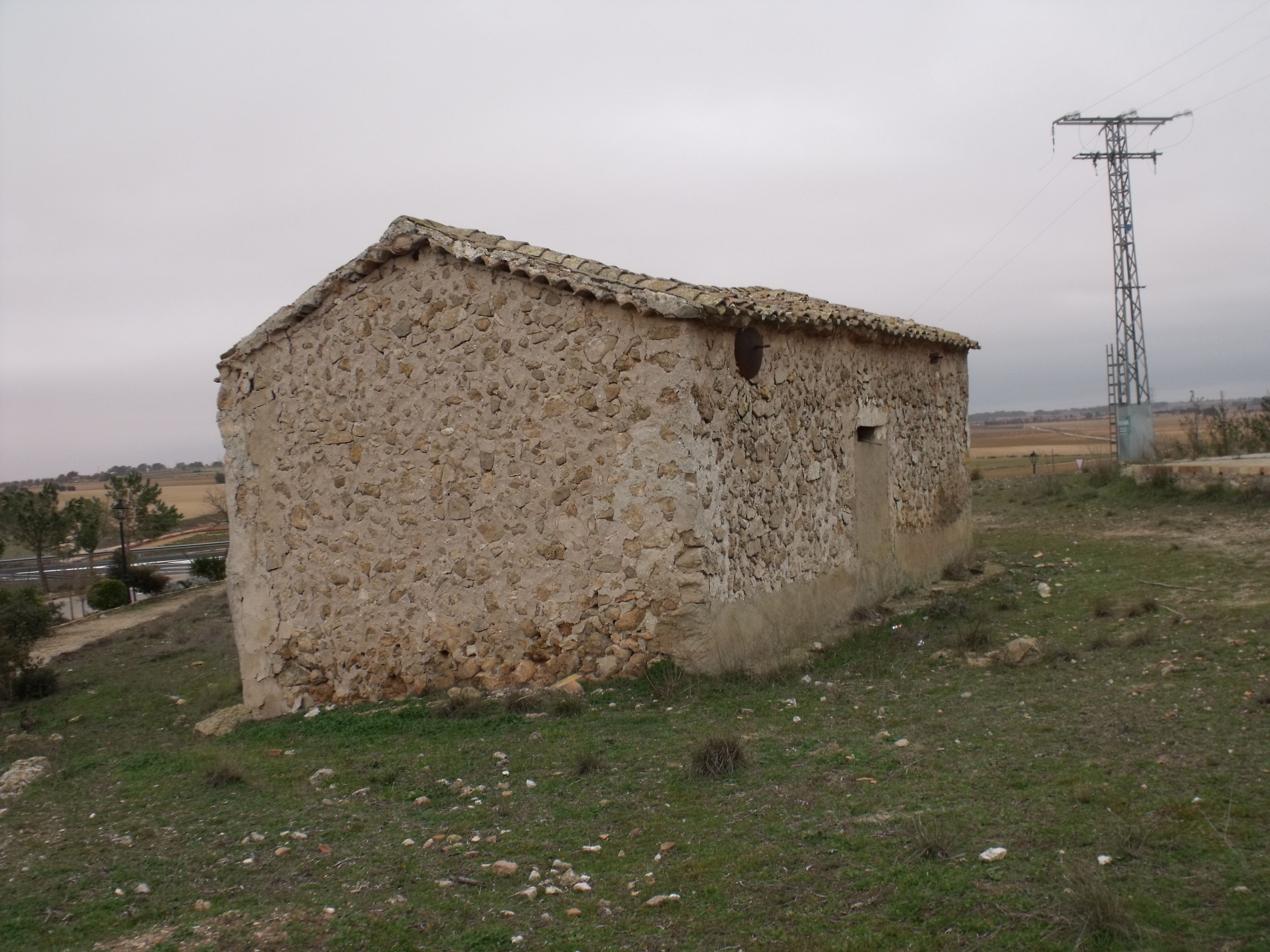
Zděná stodola, Španělsko
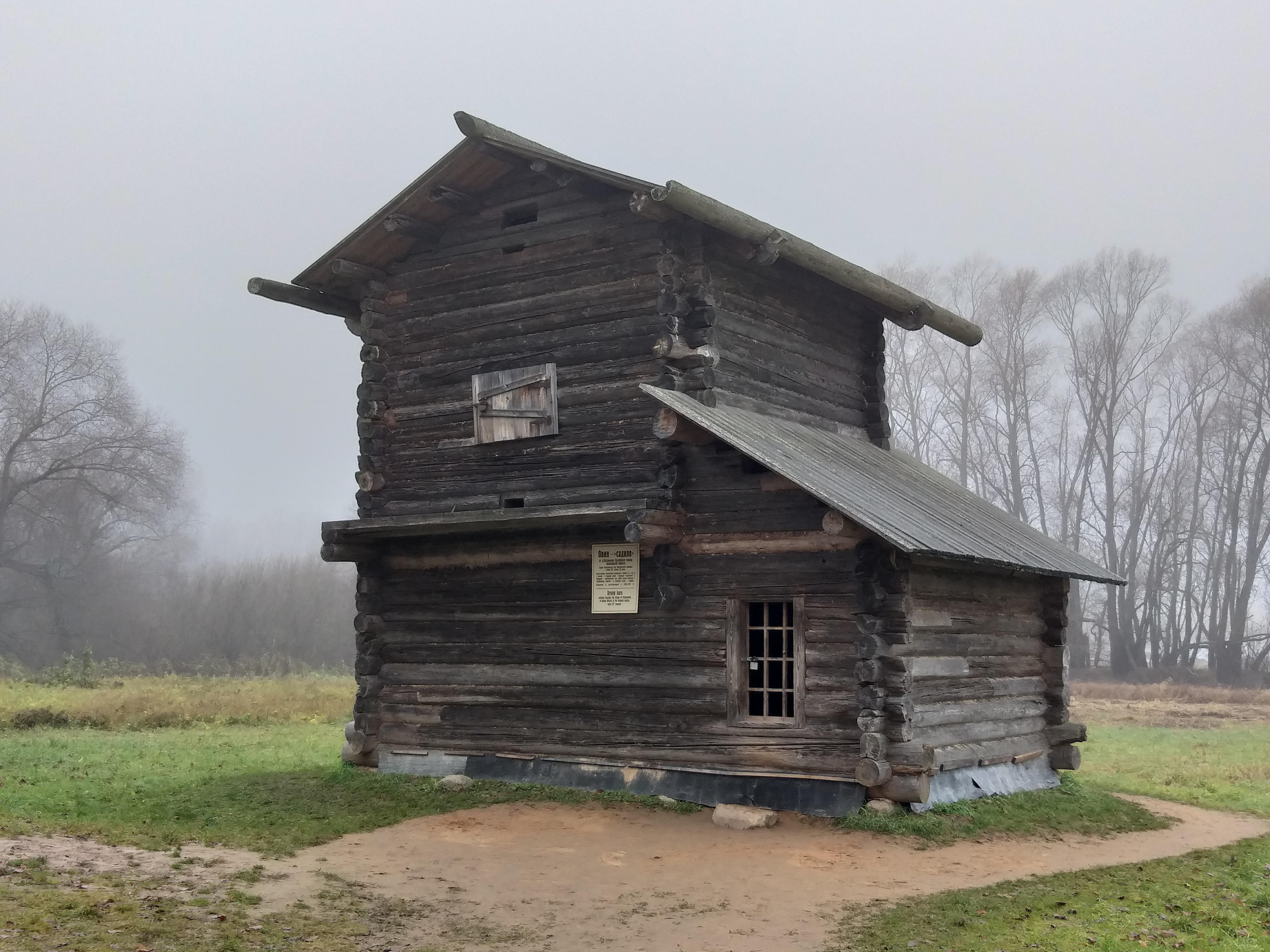
Historická stodola ve skanzenu Velký Novgorod (Rusko)
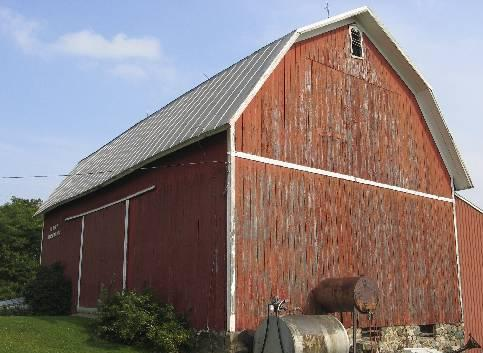
Stodola ve Wisconsinu (USA)
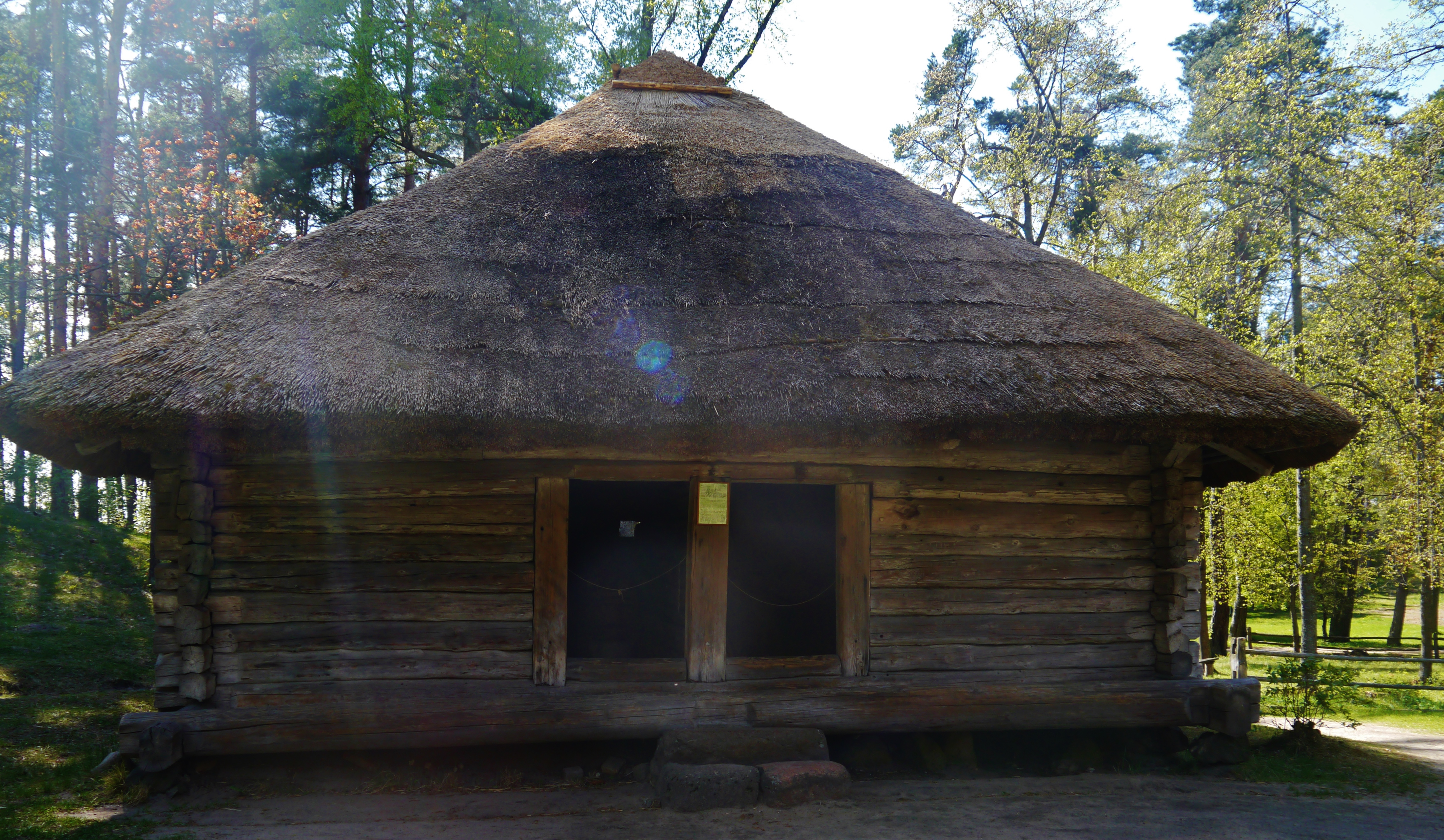
Skanzen Bergi (Lotyšsko)